# Kanton Saint-Amant-de-Boixe
Kanton Saint-Amant-de-Boixe (fr. Canton de Saint-Amant-de-Boixe) je francouzský kanton v departementu Charente v regionu Poitou-Charentes. Skládá se ze 16 obcí.

## Obce kantonu
- Ambérac
- Anais
- Aussac-Vadalle
- La Chapelle
- Coulonges
- Maine-de-Boixe
- Marsac
- Montignac-Charente
- Nanclars
- Saint-Amant-de-Boixe
- Tourriers
- Vars
- Vervant
- Villejoubert
- Vouharte
- Xambes